# FC Dinamo Moscova
Dinamo Moscova (rusă Динамо Москва) este un club de fotbal din Rusia cu sediul în Moscova care evoluează în Prima Ligă Rusă.

## Lotul actual
La 3 septembrie 2015, conform site-ului oficial Arhivat în 5 iulie 2011, la Wayback Machine.
| Nr. |                 | Poziție | Jucător             |
| --- | --------------- | ------- | ------------------- |
| 1   | Rusia           | P       | Anton Shunin        |
| 2   | Rusia           | F       | Grigori Morozov     |
| 3   | Țările de Jos   | F       | Alexander Büttner   |
| 4   | Republica Congo | F       | Christopher Samba   |
| 8   | Rusia           | A       | Pavel Pogrebnyak    |
| 9   | Rusia           | A       | Aleksandr Kokorin   |
| 11  | Rusia           | M       | Aleksei Ionov       |
| 12  | Rusia           | F       | Yegor Danilkin      |
| 13  | Rusia           | M       | Maksim Kuzmin       |
| 15  | Slovenia        | F       | Tomáš Hubočan       |
| 17  | Rusia           | F       | Dmitri Zhivoglyadov |
| 18  | Rusia           | M       | Yuri Zhirkov        |

| Nr. |       | Poziție | Jucător            |
| --- | ----- | ------- | ------------------ |
| 20  | Rusia | F       | Vitali Dyakov      |
| 22  | Rusia | A       | Pavel Solomatin    |
| 23  | Rusia | F       | Anton Sosmin       |
| 25  | Rusia | F       | Aleksei Kozlov     |
| 27  | Rusia | M       | Igor Denisov       |
| 30  | Rusia | P       | Vladimir Gabulov   |
| 47  | Rusia | M       | Roman Zobnin       |
| 77  | Rusia | M       | Anatoli Katrich    |
| 80  | Rusia | M       | Vladislav Lyovin   |
| 88  | Rusia | M       | Aleksandr Tashayev |
| 90  | Rusia | A       | Nikolay Obolskiy   |

### Jucători împrumutați
| Nr. |                   | Poziție | Jucător                         |
| --- | ----------------- | ------- | ------------------------------- |
|     | Rusia             | F       | Vladimir Rykov (to Tom Tomsk)   |
|     | Republica Moldova | F       | Alexandru Epureanu (to Anzhi)   |
|     | Rusia             | M       | Alan Gatagov (to Anzhi)         |
|     | Rusia             | M       | Pavel Ignatovich (to Tom Tomsk) |

| Nr. |         | Poziție | Jucător                     |
| --- | ------- | ------- | --------------------------- |
|     | Rusia   | M       | Aleksandr Sapeta (to Ural)  |
|     | Rusia   | M       | Vladimir Sobolev (to Anzhi) |
|     | Ucraina | M       | Borys Taschy (to Hoverla)   |
|     | Rusia   | A       | Pavel Solomatin (to Anji)   |

## Palmares
- Top Liga Sovietică / Prima Ligă Rusă: 11

1936, 1937, 1940, 1945, 1949, 1954, 1955, 1957 1959, 1963, 1976
- Finalistă (11): 1936, 1946, 1947, 1948, 1950, 1956, 1958, 1962, 1967, 1970, 1986, 1994

- Cupa URSS / Cupa Rusiei: 7

1937, 1953, 1967, 1970, 1977, 1984, 1995
- Finalistă (5): 1945, 1949, 1950, 1955, 1979

- Supercupa URSS / Supercupa Rusiei: 1

1977
- Finalistă (1): :: 1984

- Progress Cup: 3

1973, 1981, 1986

### Competiții internaționale
- Cupa Cupelor UEFA:

- Finalistă: (1) 1972

- UEFA Europa League
  -  Optimi (1) : 2015

### Ne-oficiale
- Ciutat de Barcelona Trophy:

1976